# Cytrulinacja

Konwersja reszty argininy do reszty cytruliny w łańcuchu polipeptydowym

Cytrulinacja – konwersja reszty argininy do reszty niebiałkowego aminokwasu cytruliny. Cytrulizowane białka nie występują naturalnie w organizmie i są celem układu immunologicznego, także w reakcjach autoimmunologicznych.
Proces konwersji indukowany jest przez deiminazy peptydyloargininowe (PAD), enzymy wytwarzane między innymi przez bakterie Porphyromonas gingivalis, powodujące zapalenie przyzębia.
Wykrywanie procesu zapalnego związanego z cytrulinacją polega na oznaczaniu poziomu przeciwciał ACCP (anty-CCP).